# Thora Hallager

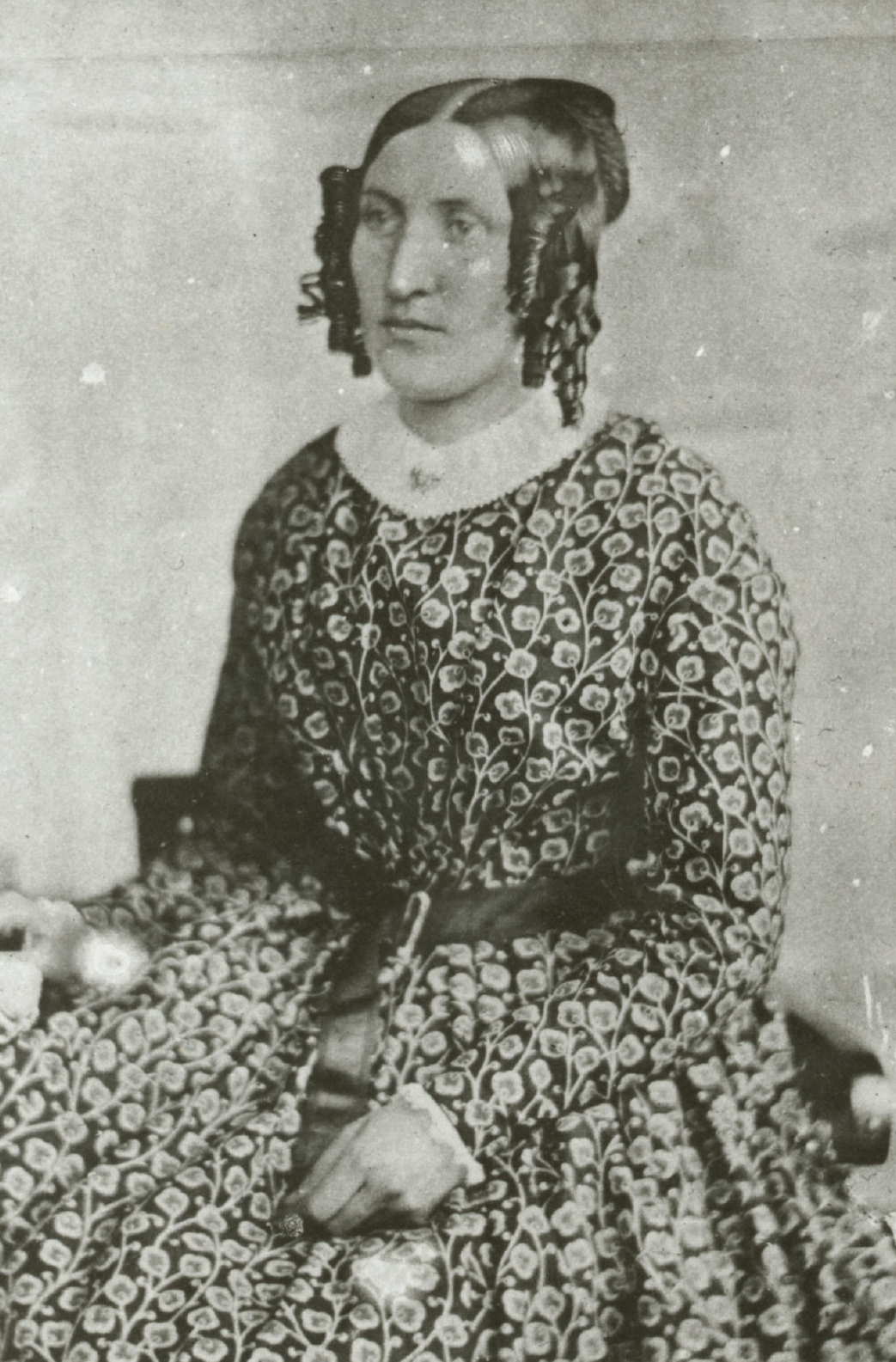
Thora Hallager, 1866

Thora Caroline Andrea Hallager (* 3. Februar 1821 in Kopenhagen, Dänemark; † 16. Juni 1884 in Slagelse, Dänemark) war eine dänische Fotografin. Sie war Dänemarks erste Fotografin.

## Leben und Werk

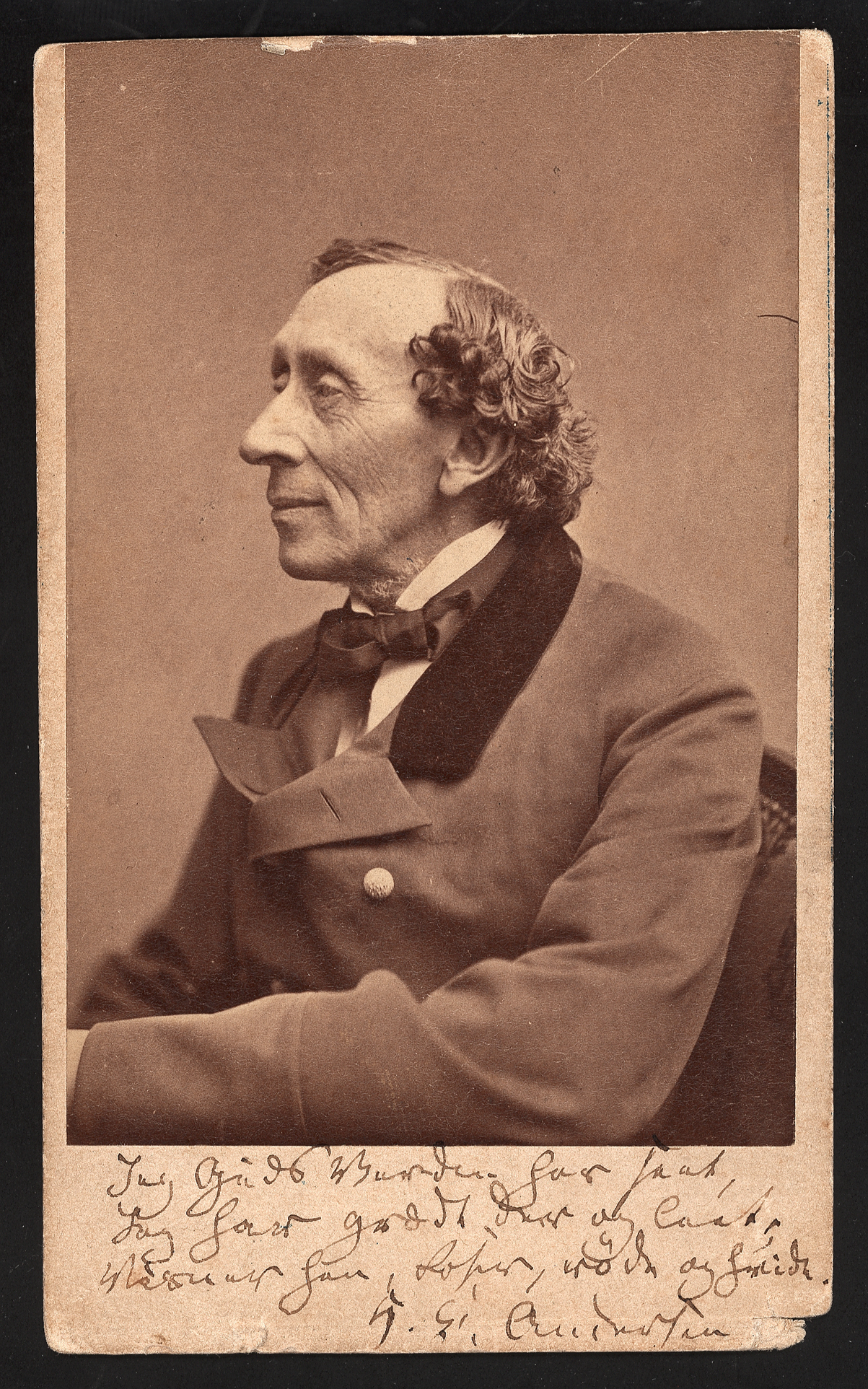
Hans Christian Andersen, fotografiert von Thora Hallager am 10. oder 16. Oktober 1869

Hallager wohnte zusammen mit ihrem Halbbruder, dem Musiker Søffren Degen, von 1852 bis 1857 in Kopenhagen in der Vesterbro Nr. 58. Wahrscheinlich praktizierte sie ab etwa 1850 als Fotografin in Kopenhagen, bevor sie 1857 ihr eigenes Atelier eröffnete. Sie schien bereits mit der Daguerreotypie vertraut gewesen zu sein, als sie 1855 mit einem Stipendium eine Studienreise nach Paris unternahm, um sich über die neuesten amerikanischen Entwicklungen in diesem Prozess zu informieren.
Von 1866 bis 1869 wohnte Hans Christian Andersen bei ihr zur Miete in Kopenhagen in der Lille Kongensgade 1 und von 1871 bis 1873 in Nyhavn 18. Andersen schrieb ihr während seiner Reisen von 1867 bis 1873 häufig und erklärte ihr größtenteils, wo er gewesen war und wann er voraussichtlich zurückkehren würde. In einem Brief vom 21. Juni 1869 schrieb er ihr, wie sehr er sich über ein Foto von ihr gefreut hatte.
Anlässlich des 200. Geburtstages von Andersen veröffentlichte die dänische Post eine Sonderbriefmarke, die sein von Hallager fotografiertes Porträt zeigt. Andersen selbst benutzte dieses Porträt als Visitenkarte.

## Fotografien (Auswahl)

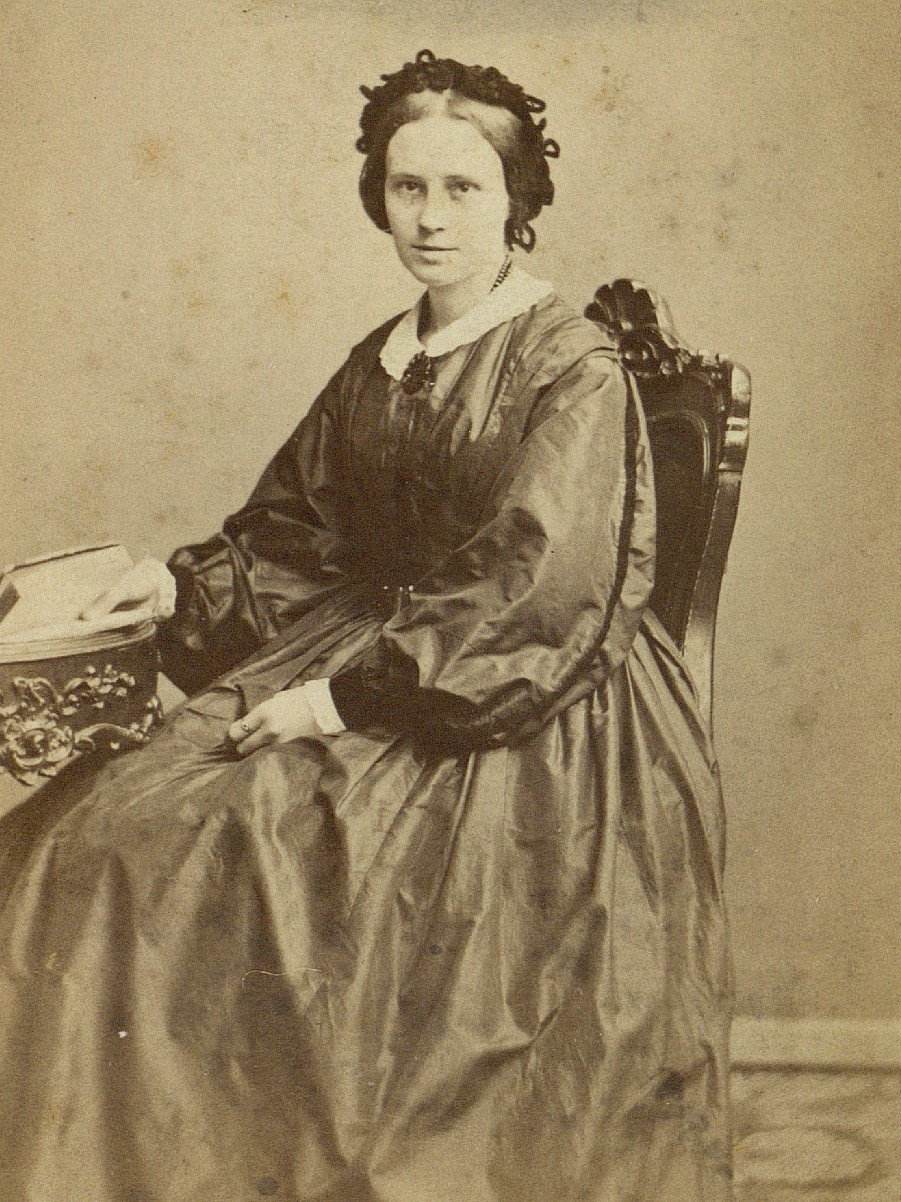
Mathilde Fibiger
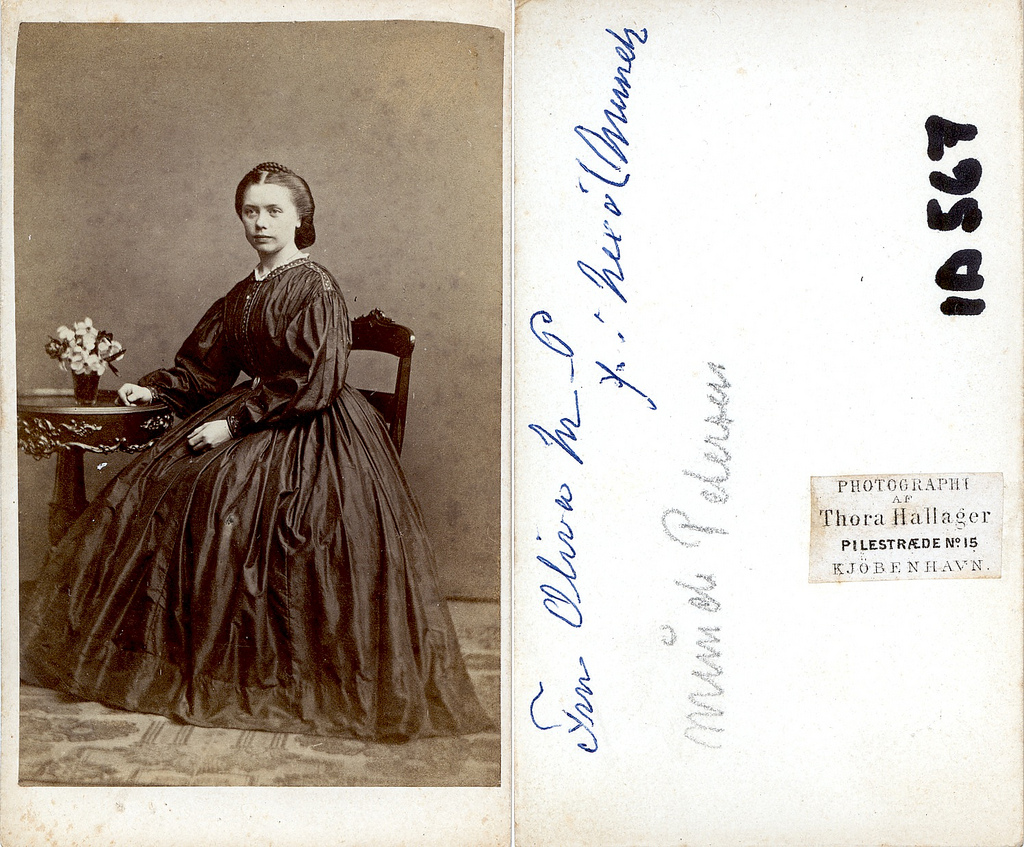
Olivia Munch-Petersen
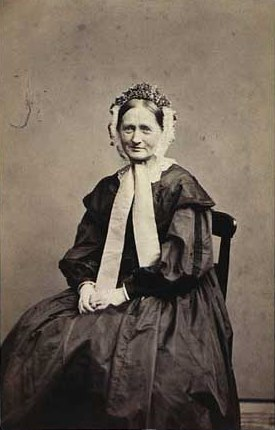
Christine Løvmand
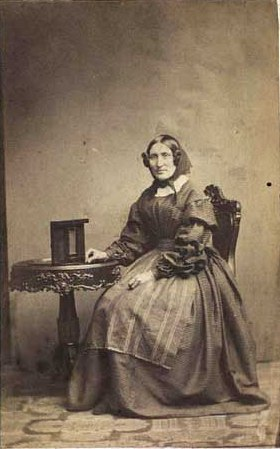
Selbstporträt Thora Hallager
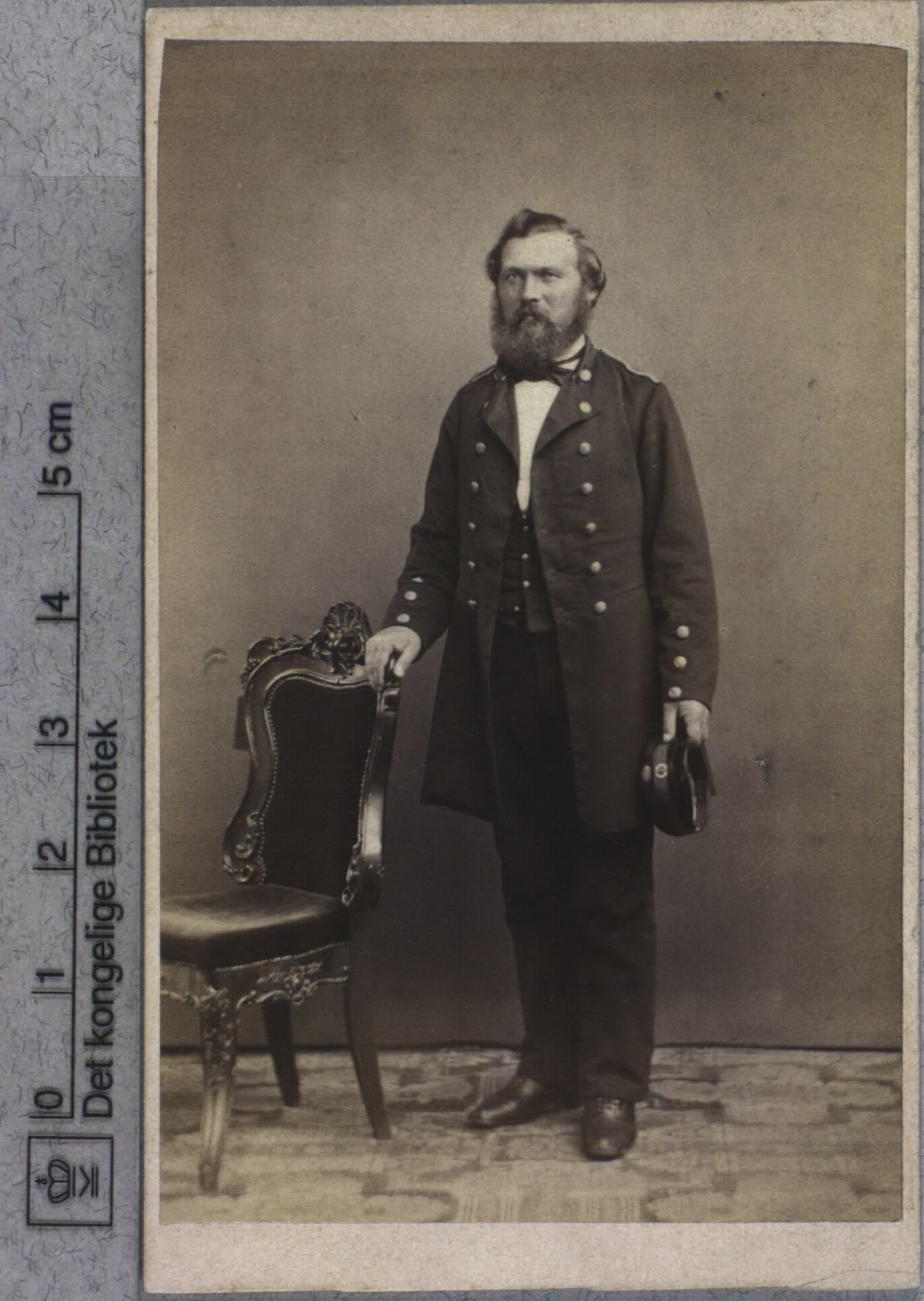
Sigvard Lund
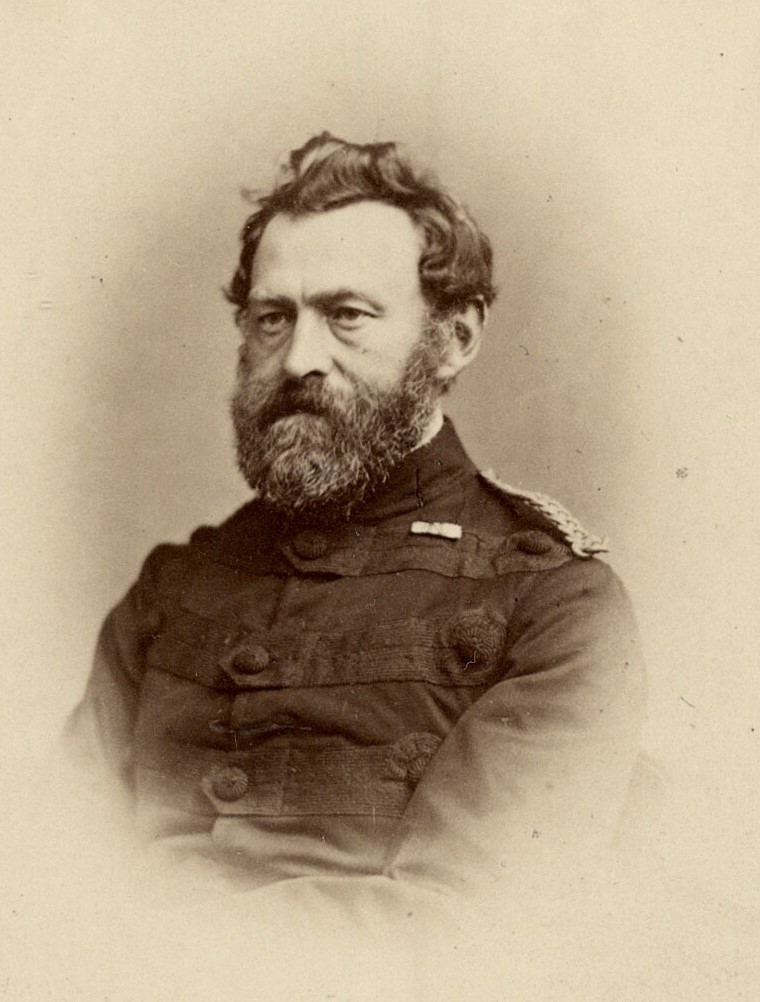
Henri Alexandre Antoine de Dompierre de Jonquières
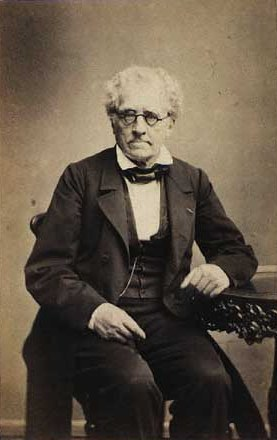
Nicolai Jonathan Meinert, 1863
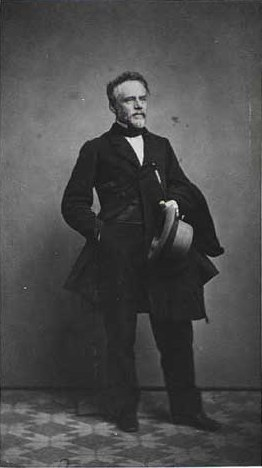
Wilhelm Marstrand
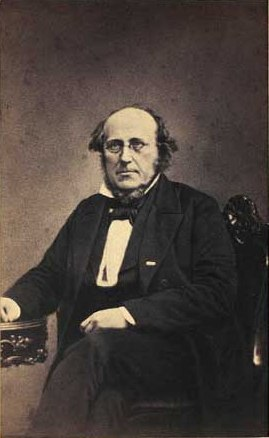
Vilhelm Birkedal
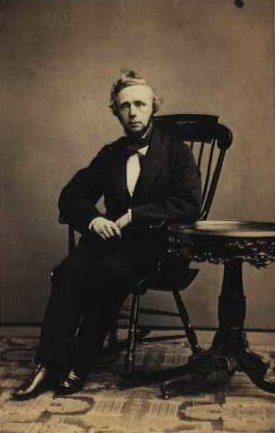
Jørgen Swane
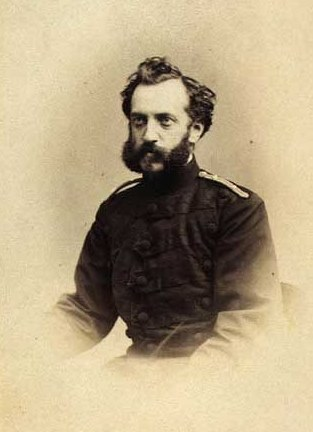
Ernst Bruhn